# Eucyclotoma carinulata
Eucyclotoma carinulata é uma espécie de gastrópode do gênero Eucyclotoma, pertencente a família Raphitomidae.